# Mitsubishi Dingo
Der Mitsubishi Dingo oder auch Mitsubishi Mirage Dingo war ein von 1998 bis 2003 gebauter Minivan von Mitsubishi. Er basierte auf der Plattform des Mitsubishi Mirage. Der Name leitet sich vom Glücksspiel Bingo ab.

## Übersicht
Der Name „Dingo“ leitet sich von Bingo und seiner Bedeutung für Glück ab, wobei das B durch ein D ersetzt wurde, um das Diamant-Logo von Mitsubishi darzustellen. Der Name „Dingo“ stammt auch von einem in Australien beheimateten Wildhund, dem Dingo (Canis lupus dingo), ab. In Japan wurde er bei einer speziellen Händlerkette von Mitsubishi namens Car Plaza verkauft. Exterieur und Interieur sind dem Mitsubishi Dion, einem in Japan verkauften Van, sehr ähnlich. 
Am Anfang war der Dingo mit dem Orion-1.5 Liter-GDI-Motor (mit Benzin-Direkteinspritzung) und INVECS-II-Viergangautomatik lieferbar, eine kleinere 1.3 Liter-Version (ohne GDI) und eine größere 1.8 Liter-Version wurden wie das INVECS-III-Automatikgetriebe im Jahr 2000 mit dem Facelift eingeführt.

Wie bei den meisten direkten Konkurrenten in diesem Marktsegment beschränkt sich das Platzangebot auf zwei Reihen und fünf Sitze. Die Rücksitzbank ist 50:50 geteilt, wobei jedes Teil einzeln nach vorne oder hinten geschoben werden kann. Durch Umklappen oder Herausnehmen der Rücksitze entsteht eine große, flache Ablagefläche. Die Rücksitze lassen sich auch umklappen, so dass zwei Betten entstehen. Da der Schalthebel an der Säule angebracht ist, gibt es keinen Getriebetunnel, so dass die Insassen zwischen Vorder- und Rücksitzen hin- und hergehen können. 

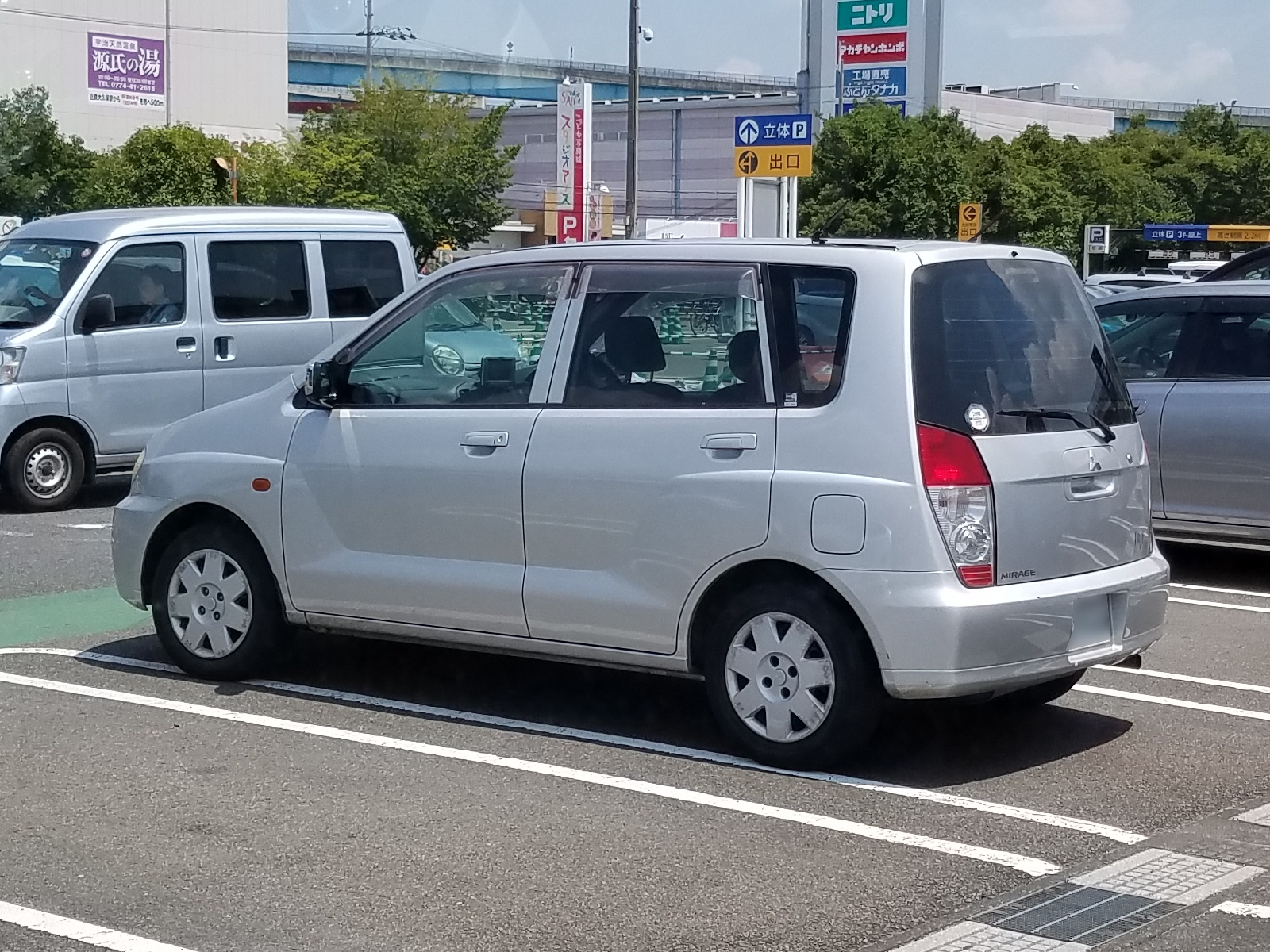
Heckansicht
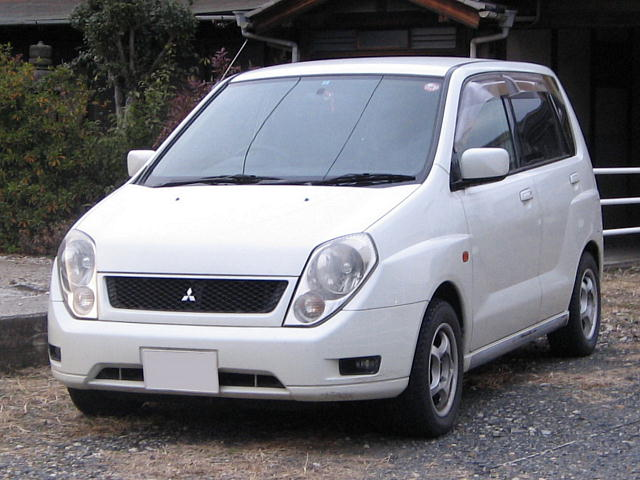
Facelift (2000–2003)
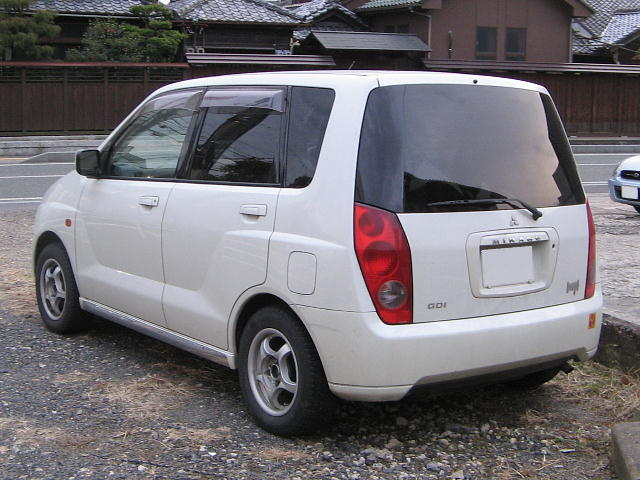
Heckansicht